# Jenny Hendrix

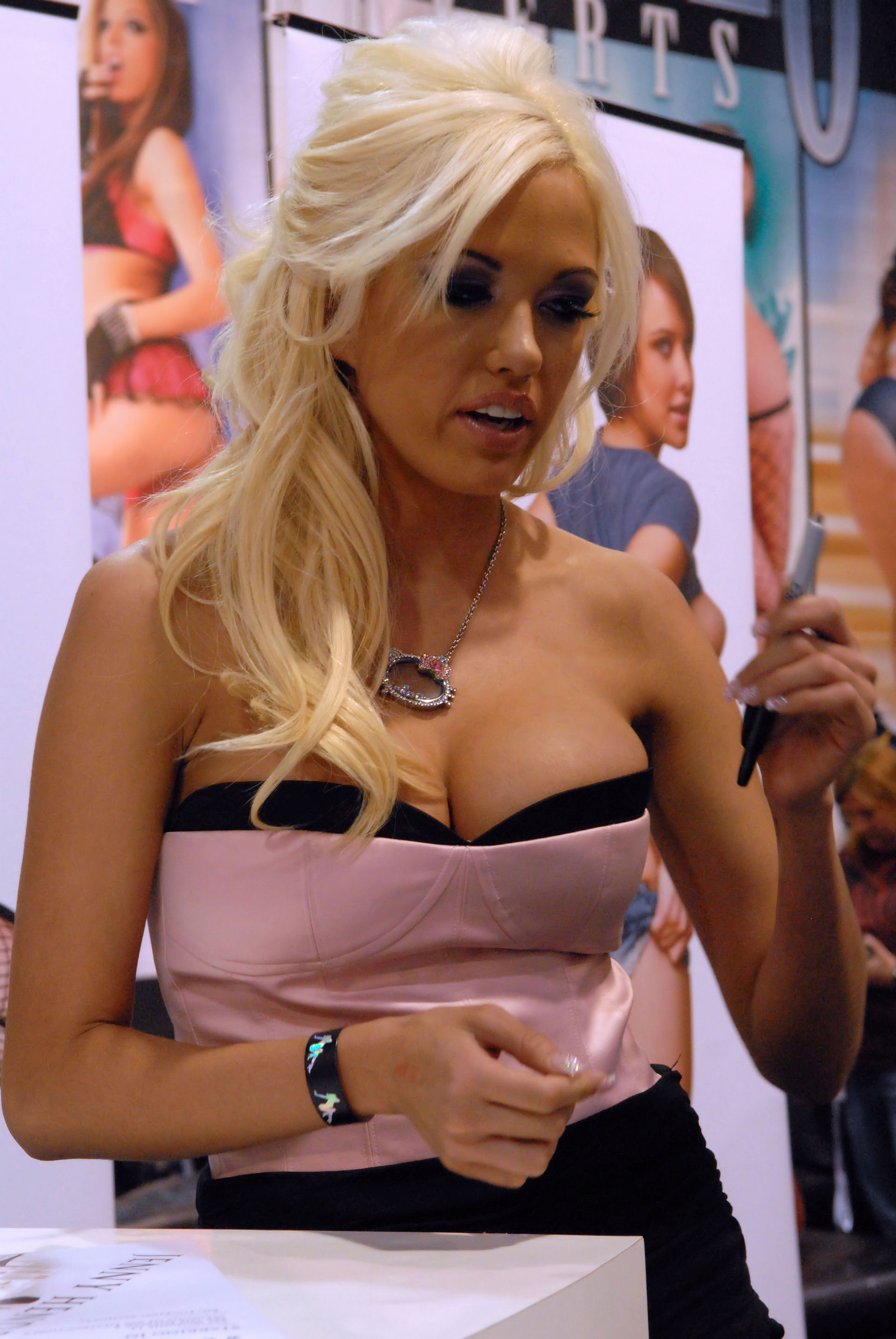
Jenny Hendrix

Jenny Hendrix (n. 5 august 1986 în New Port Richey, Florida; ca Heather Dorsey) este o actriță porno din SUA.